# ウィリアム・ヒューム＝ロザリー
ウィリアム・ヒューム＝ロザリー（英: William Hume-Rothery, 1899年5月15日 - 1968年9月27日）はイギリスの金属学者である。ヒューム‐ロザリーの法則に名前を残している。それまで経験的に扱われていた冶金学の分野に科学的基礎を与えた人物とされている。
サリーに生まれる。陸軍士官学校に進んだが、病気で聴覚を失ったため軍人の道を断念した。オックスフォード大学で化学を学び、国立鉱山学校 (Royal School of Mines) で金属間化合物の研究を行った。1925年、ロンドン大学で学位を取ったあと、オクスフォード大学で研究を続けたが、当時のオクスフォード大学に金属学の講座がなかったため、正規の講師になるのは1938年である。1957年、鉄鋼会社などの寄付によって作られた冶金学科の初代教授になった。1966年までその席にあった。